# Одобешты (Молдова)
Одобешты (рум. Odobești, Одобешть) — село в Ниспоренском районе Молдавии. Наряду с сёлами Валя-Трестиень, Исайканы, Луминица и Селиштень входит в состав коммуны Валя-Трестиень.

## География
Село расположено на высоте 87 метров над уровнем моря.

## Население
По данным переписи населения 2004 года, в селе Одобешть проживает 88 человек (43 мужчины, 45 женщин).
Этнический состав села:
| Национальность | Число жителей | Процентный состав |
| -------------- | ------------- | ----------------- |
| молдаване      | 88            | 100.0             |
| Всего          | 88            | 100%              |